# 田弘
田 弘（でん こう、511年 - 575年）は、西魏・北周の軍人。字は広略。本貫は長城郡長城県。

## 生涯
北魏の永安年間、万俟醜奴に捕らえられた。爾朱天光が関中に入ると、田弘は原州から帰順し、都督に任ぜられた。
宇文泰に面会して気に入られ、その下で爪牙の任についた。534年、孝武帝を関中に迎えた功により、鶉陰県子に封ぜられた。宇文泰はいつも着ていた鉄甲を田弘に与えて、「天下がもし定まれば、この甲をわたしに返すように」と言った。537年、田弘は帥都督に転じ、爵位は公に進んだ。宇文泰の下で弘農を奪い、沙苑の戦いに参加し、洛陽の包囲を解き、河橋に参陣して、功績を多く挙げ、紇干氏の姓を受けた。まもなく原州刺史に任ぜられた。宇文泰が同州で文武の官を集めたとき、「人々が田弘のように心を尽くせば、天下は早く定まるだろう」と言った。車騎大将軍・儀同三司に任ぜられた。552年、驃騎大将軍・開府儀同三司を加えられた。
西魏が蜀を平定した後、梁の信州刺史の蕭韶らが各地に拠って、西魏に抵抗していた。田弘はこれらを討って平定した。また西平の羌族や鳳州の氐族の乱を撃破した。田弘は歴戦で身に100余の矢傷を負い、9カ所も骨折していたので、壮士として賞賛された。信州の諸民族が乱を起こすと、田弘は賀若敦らとともにこれを平定した。557年、北周の孝閔帝が即位すると、爵位は雁門郡公に進んだ。
561年、岷州刺史として出向した。563年、随国公楊忠の下で北斉を討ち、大将軍に任じられた。564年、再び楊忠の下で北斉を討った。軍を返すと、岷州に戻った。吐谷渾が西の国境を侵すと、宕昌羌が呼応したので、田弘はこれを討って、その25人の王を捕らえ、その70柵を抜いて、乱を平定した。
567年、陳の湘州刺史の華皎が北周に帰順すると、田弘は衛公宇文直の下で支援に向かった。陳軍と戦ったが敗れ、江陵総管となった。陳の呉明徹が攻めてくると、田弘は後梁の蕭巋とともに紀南に退いて守った。呉明徹が撤退すると、田弘は江陵に帰還した。まもなく仁寿城主となり、宜陽に迫った。北斉の段韶・斛律光らが宜陽へ援軍を出すと、田弘は陳公宇文純とともに北斉軍を破り、宜陽など9城を抜いた。位は柱国大将軍に進んだ。573年、大司空に任ぜられ、少保に転じた。574年、総管襄郢昌豊唐蔡六州諸軍事・襄州刺史として出向した。575年1月3日、襄州で死去した。少師・原交渭河兆岷鄯七州諸軍事・原州刺史の位を追贈され、諡を襄といった。4月25日、原州高平の北山に葬られた。

## 子女
- 田仁恭（後嗣）
- 田備（大都督・貝丘県開国侯）

## 田弘墓
1996年、寧夏回族自治区固原市で田弘の墓が出土した。

## 伝記資料
- 『周書』巻27 列伝第19
- 『北史』巻65 列伝第53
- 大周少師柱国大将軍雁門襄公墓誌（田弘墓誌）
- 周柱国大将軍紇干弘神道碑（『庾子山集注』巻十四所収）